# Don Siegel
Donald Siegel (ur. 26 października 1912 w Chicago, zm. 20 kwietnia 1991 w Nipomo) – amerykański reżyser i producent filmowy.

## Życiorys
Ukończył Jesus College na Uniwersytecie Cambridge i szybko rozpoczął pracę w bibliotece filmowej Warner Bros. Potem został montażystą. Dwa krótkie filmy, wyreżyserowanie przez niego w 1945, Hitler Lives? i A Star in the Night otrzymały nagrody Oscara i od tego rozpoczęła się jego kariera filmowa.
Najbardziej znanymi filmami Siegela są kryminały o Brudnym Harrym oraz Blef Coogana z Clintem Eastwoodem. Eastwood zadedykował swój najsłynniejszy film Bez przebaczenia (1992) właśnie Siegelowi i Sergio Leone.

## Wybrana filmografia
- Werdykt (The Verdict 1946)
- Inwazja porywaczy ciał (Invasion of the Body Snatchers 1956)
- Zabójcy (The Killers 1964)
- Blef Coogana (Coogan's Bluff 1968)
- Oszukany 1970
- Dwa muły dla siostry Sary (Two Mules for Sister Sara 1970)
- Brudny Harry (Dirty Harry 1971)
- Ucieczka z Alcatraz (Escape from Alcatraz 1979)